# Madanrting
Madanrting là một thị trấn thống kê (census town) của quận East Khasi Hills thuộc bang Meghalaya, Ấn Độ.

## Nhân khẩu
Theo điều tra dân số năm 2001 của Ấn Độ, Madanrting có dân số 16.700 người. Phái nam chiếm 51% tổng số dân và phái nữ chiếm 49%. Madanrting có tỷ lệ 76% biết đọc biết viết, cao hơn tỷ lệ trung bình toàn quốc là 59,5%: tỷ lệ cho phái nam là 80%, và tỷ lệ cho phái nữ là 72%. Tại Madanrting, 13% dân số nhỏ hơn 6 tuổi.